# Kluyveromyces
Kluyveromyces Van der Walt – rodzaj grzybów należący do rodziny Saccharomycetaceae. Zaliczane są do drożdży.

## Charakterystyka
Są do grzyby dymorficzne mogące występować w postaci drożdżowej i strzępkowej. Podobnie jak Saccharomyces, rozmnażają się przez pączkowanie i jest to najczęstszy sposób rozmnażania wegetatywnego. Pączkujące drożdże rozmnażają się poprzez rozwój komórek potomnych, inaczej niż drożdże rozszczepialne (np. Schizosaccharomyces), w przypadku których istnieje stosunkowo równy podział jednej komórki w celu utworzenia dwóch komórek. Pąki powstają w dowolnym miejscu komórki macierzystej. Jeśli pąki nie rozdzielą się, komórki mogą wyglądać jak rozgałęzione łańcuchy. Podobnie jak inne drożdże, Kluyveromyces również mogą tworzyć strzępki, mogą też w postaci drożdżowej rosnąć jako pojedyncze komórki. Na zmianę formy drożdżowej na strzępkową czy odwrotnie, może wpływać tlen lub inne czynniki siedliskowe.
Gatunki rodzaju Kluyveromyces tworzą endospory i strzępki bez sprzążek. Nie wytwarzają ureazy, mogą fermentować niektóre cukry i mają zawartość G + C wynoszącą 30–52%. Azotany nie są przyswajane, a drożdże te do wzrostu wymagają dodatku witamin. Komórki Kluyveromyces mają kształt od owalnego do kulistego i osiągają wielkość około 3–5 µm.
Faza wzrostu strzępkowego Kluyveromyces może być wykorzystana w niektórych zastosowaniach przemysłowych. Strzępki mają znacznie większą powierzchnię w porównaniu z komórką drożdży i dlatego mogą być łatwiejsze do unieruchomienia. Ponadto większa powierzchnia może zwiększać wydajność wydzielanych enzymów.

## Systematyka
Pozycja w klasyfikacji według Index Fungorum: Saccharomycetaceae, Saccharomycetales, Saccharomycetidae, Saccharomycetes, Saccharomycotina, Ascomycota, Fungi.
Synonimy:

- Dekkeromyces Santa María & C. Sánchez-Pinto 1970
- Dekkeromyces Wick. & K.A. Burton 1956
- Fabospora (Kock.-Krat.) Kudryavtsev 1960
- Kluyveromyces subgen. Fabospora Kock.-Krat. 1956
- Zygofabospora Kudryavtsev 1960
- Zygorenospora Krassiln. 1954

Gatunki:
- Kluyveromyces aestuarii (Fell) Van der Walt 1965
- Kluyveromyces dobzhanskii (Shehata, Mrak & Phaff) Van der Walt 1971
- Kluyveromyces hubeiensis M.X. Li, X.H. Fu & R.G. Tang 1992
- Kluyveromyces lactis (Stell.-Dekk.) Van der Walt 1971
- Kluyveromyces marxianus (E.C. Hansen) Van der Walt 1971
- Kluyveromyces nonfermentans Nagah., Hamam., Nakase & Horikoshi 1999
- Kluyveromyces phaffii Van der Walt 1971
- Kluyveromyces starmeri A.O.S. Santos, Mafra, P.B. Morais, Lachance & C.A. Rosa 2020

Wykaz gatunków i nazwy naukowe według Index Fungorum